# Miran Edgar Thompson
Miran Edgar Thompson (Amarillo, 16 dicembre 1917 – Carcere di San Quintino, 3 dicembre 1948) è stato un criminale statunitense.
Era stato condannato a 99 anni di reclusione a seguito di rapine e per aver sparato con una pistola contro il sergente Lemuel Dodd Savage, agente di polizia, ad Amarillo, Texas.
Il sergente Savage fu colpito mentre portava Thompson e un altro criminale, Elber Day, in prigione. Savage li aveva arrestati mentre stavano scassinando un negozio. L'agente perquisì i due sospetti, ma non notò una pistola nascosta nei pantaloni di Thompson, che gli sparò per poi abbandonare la pistola. Nella fuga Thompson rapì altre tre persone prima di essere arrestato. Savage sopravvisse, riuscendo a tornare dalla moglie e dai 3 figli.
Scontando la condanna, Thompson aveva collezionato un record di otto fughe da diverse prigioni, e per questo fu trasferito ad Alcatraz, nell'ottobre 1945. Qui, Thompson prese parte ad un ennesimo tentativo di fuga, uccidendo con un'arma da fuoco gli ufficiali William Miller e Harold Stites, sulle loro rispettive scrivanie, episodio che determinò la sua condanna a morte nel 1948, per duplice omicidio.

## Battaglia di Alcatraz
Il 2 maggio 1946, Thompson, con altri cinque detenuti, partecipò nella famosa Battaglia di Alcatraz, in occasione della quale tentò anche di fuggire. Inizialmente i carcerati non riuscirono ad aprire la porta del recinto e la fuga fallita si trasformò in una lotta sangionosa che durò quasi due giorni. Thompson sopravvisse al combattimento, lasciando due guardie morte e tre prigionieri morti. Thompson fu uno dei sospetti per aver preso parte a questa battaglia; al termine della rivolta Thompson fu interrogato e svelò che l'amico Joe Cretzer aveva aperto il fuoco su nove ostaggi, due dei quali morirono.
Thompson fu comunque ritenuto uno dei colpevoli insieme a Sam Shockley, Marvin Hubbard, Clarence Carnes, il già citato Joe Cretzer e Bernard Coy, ideatore della fuga; Thompson e Shockley furono condannati a morte e la sentenza fu eseguita nella camera a gas del penitenziario di San Quentin il 3 dicembre 1948. Thompson è stato sepolto presso il cimitero Marin County Farm, California.